# Колібрі строкаточубий
Колі́брі строкаточубий (Oxypogon guerinii) — вид серпокрильцеподібних птахів родини колібрієвих (Trochilidae). Ендемік Колумбії. Вид названий на честь французького натураліста і колекціонера Фелікса Едмунда Герена-Меневілля. Арменіанські, синьобороді і венесуельські колібрі раніше вважалися конспецифічними зі строкаточубим колібрі, однак були визнані окремими видоми.

## Опис

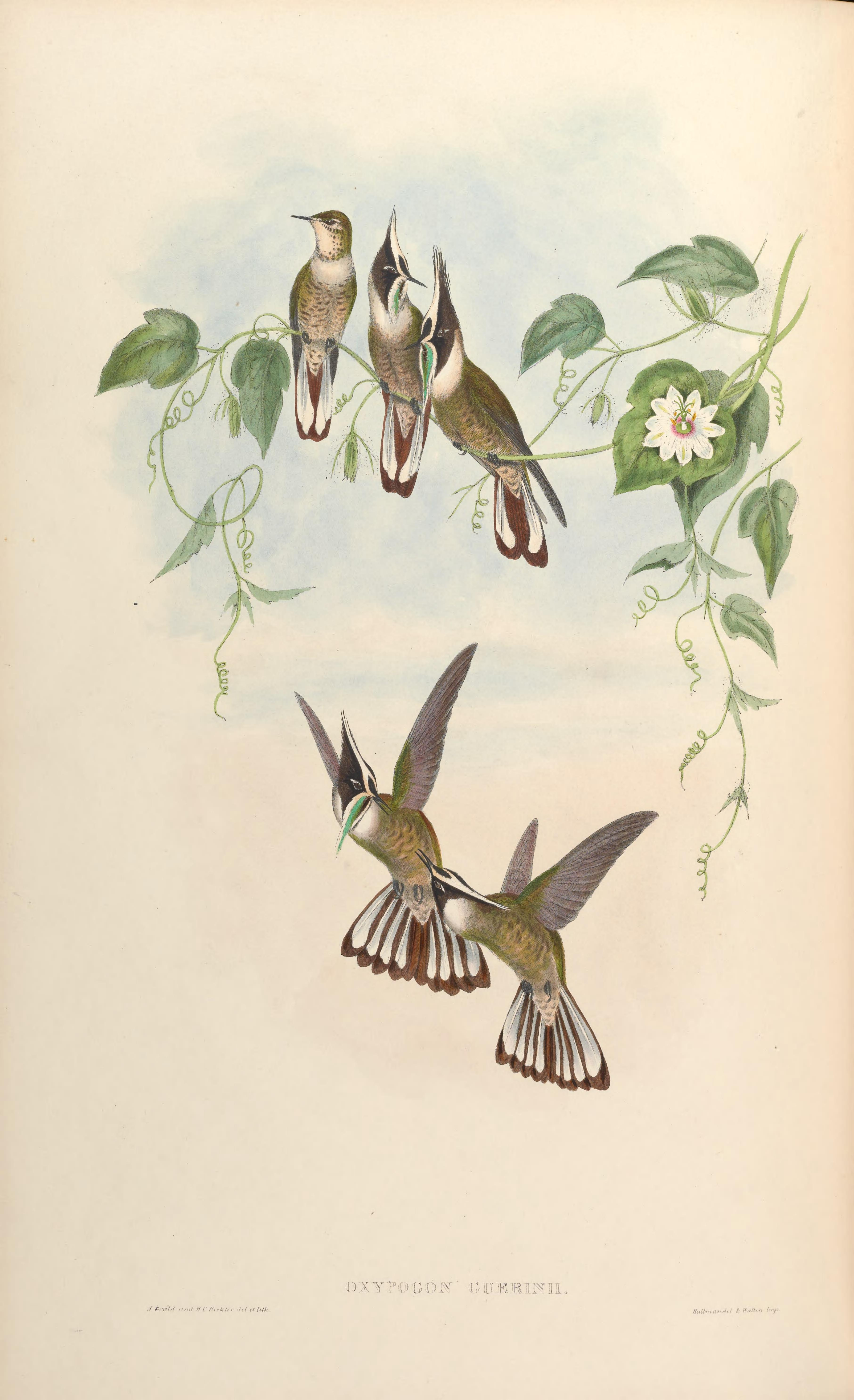
Строкаточубі колібрі

Довжина птаха становить 11,2-12,7 см, самці важать 5,7 г, самиці 4,8 г. У самців голова темно-коричнева або чорна, окаймлена широким білим або охристим коміром. На голові у них є чорно-білий чуб. Під дзьобом тонкі білі пера формують "бороду", посередині розділену зеленою смугою. Верхня частина тіла бронзова, нижня частина тіла сірувато-бронзова. Хвіст відносно довгий, роздвоєний, мідний або бронзово-зелений, крайні стернові пера мають білі краї. Дзьоб дуже короткий, прямий, чорний, довжиною 8 мм.
Самиці мають подібне забарвлення, однак чуб і "борода" у них відсутні, а нижня частина тіла охристо-біла, поцяткована зеленими плямками. Забарвлення молодих птахів є подібне до забарвлення самиць. У молодих самців чуб і "борода" частково виражені.

## Поширення і екологія
Строкаточубі колібрі мешкають в горах Східного хребта Колумбійських Анд, на південь до Кундінамарки. Вони живуть на високогірних луках парамо, особливо у есплетієвих заростях, а також на узліссях лісів Polylepis, особливо під час сухого сезону. Зустрічаються на висоті від 3000 до 4200 м над рівнем моря. Самці частіше зустрічаються в ущелинах, а самиці у більш відкритих ландшафтах.
Строкаточубі колібрі живляться нектаром різноманітних квітучих рослин, особливо з роду Espeletia, а також комахами, яких ловлять в польоті або збирають з рослинності. Вони чіпляються лапами за суцвіття, однак іноді також зависають в повітрі над квітками. Тонкий, короткий дзьоб птаха пристосований до живлення нектаром численних дрібних квітів.
Сезон розмноження строкаточубих колібрі припадає на цвітіння есплетії і триває переважно з травня по вересень. Гніздо робиться з рослинних волокон і розміщується в тріщинах серед скель або під скельними виступами, в захищеному від сонця і дощу місці. В кладці 2 яйця. Інкубаційний період триває 21-23 дні, пташенята покидають гніздо через 35-38 днів після вилуплення.